# Gouvernement Willmar
Gouvernement de La Fontaine Gouvernement Simons
Le gouvernement Willmar (luxembourgeois : Regierung Willmar), est le gouvernement du Luxembourg en fonction du 2 décembre 1848 au 22 septembre 1853.

## La transition
La Constitution issue de la révolution de 1848 entre en vigueur le 1er août 1848. C’est le 28 septembre qu’ont lieu les premières élections pour la Chambre des députés. Dès la première réunion du Parlement, le gouvernement de la Fontaine doit affronter l’opposition des libéraux qui le qualifient « d’habit retourné ». N’ayant obtenu qu’une faible majorité lors du vote de confiance à la Chambre, il décide de démissionner. Jean-Jacques Madelaine Willmar, fils de l’ancien gouverneur du Grand-Duché au temps du Royaume hollando-belge des Pays-Bas, est chargé de former un nouveau ministère. À côté des conservateurs Ulrich et Ulveling, le nouveau président du Conseil fait appel à Norbert Metz, « quarante-huitard » et chef de file des libéraux radicaux, auquel il attribue les portefeuilles des Finances et des Affaires militaires.

## Composition
| Portefeuille | Titulaire            | Titulaire |
| --- | -------------------- | --------- |
| Président du Conseil de gouvernement Administrateur général des Affaires étrangères, de la Justice et des Cultes (provisoirement des Affaires de l'instruction publique) | Jean-Jacques Willmar |           |
| Administrateur général de l'Intérieur, et provisoirement des Travaux publics de l'État et des communes                                                                   | Mathias Ulrich       |           |
| Administrateur général des Finances, et provisoirement des Affaires militaires                                                                                           | Norbert Metz         |           |
| Administrateur général des Affaires communales | Jean Ulveling        |           |

## La politique extérieure
La personnalité de Norbert Metz, pro-belge et hostile à la Confédération germanique, marque de son empreinte la politique étrangère du gouvernement Willmar. Le conflit de compétences entre l’administrateur général des Finances et le directeur des douanes allemandes à Luxembourg irritera les autorités prussiennes au point que celles-ci menaceront de ne plus reconduire la convention de l’Union douanière qui expire en 1854. Par ailleurs, le gouvernement grand-ducal se dérobe aux exigences de la Confédération germanique en refusant notamment d’envoyer un contingent luxembourgeois contre le Slesvig, et compromet les relations avec son partenaire de l’union personnelle en faisant traîner les négociations sur la participation luxembourgeoise dans le remboursement de la dette du royaume des Pays-Bas. 

## La politique intérieure
Après la mort de Guillaume II, le 17 mars 1849, les rapports entre le gouvernement et la couronne se détériorent. Personnage autoritaire, Guillaume III veut revenir au régime autocratique d’avant 1848 et ne tarde pas à se heurter au gouvernement de coalition présidé par Willmar. En 1850, il nomme son frère, le prince Henri, lieutenant du roi pour le Grand-Duché. Bon gré mal gré, le prince Henri est amené à appliquer la politique réactionnaire de Guillaume III.
Le gouvernement Willmar prend des initiatives fondamentales en matière monétaire. La loi du 20 décembre 1848 impose le franc comme unité de compte à l’administration
publique. Le budget et les actes publics sont désormais libellés en francs et centimes et non plus en florins. Cependant, faute d’une réelle monnaie luxembourgeoise, on continue à payer avec des pièces étrangères, le plus souvent des thalers. En 1851, le gouvernement lance un débat crucial à la Chambre sur l’opportunité d’émettre une monnaie nationale. Quelle est la monnaie adéquate pour un petit pays ? Faut-il créer des signes monétaires nationaux ? Le 9 janvier 1852 est promulguée une loi qui ordonne la fabrication de monnaies de cuivre pour le Grand-Duché. Les premiers signes monétaires luxembourgeois sont mis en circulation en 1854. 

## Repères chronologiques
- 1848
  - 20 décembre : Loi imposant le franc comme unité de compte à l’administration publique
- 1849
  - 28 mars : Les députés luxembourgeois votent pour le roi de Prusse Frédéric-Guillaume IV lors de l’élection à l’Empire au Parlement de Francfort.
  - 28 avril : Frédéric-Guillaume refuse son élection à l’Empire.
  - 14 juillet : Fondation de la première association de gymnastique, la Gym
- 1850
  - 5 février : Guillaume III nomme son frère, le prince Henri, lieutenant-gouverneur au Grand-Duché.
- 1851
  - Rétablissement de la Confédération germanique
  - 23 août : Résolution de la Diète fédérale exigeant que la législation des États membres soit mise en concordance avec les lois de la Confédération germanique
- 1852
  - Émission des premiers timbres-poste luxembourgeois
  - 9 janvier : Loi du  ordonnant la fabrication de monnaie en cuivre pour le Grand-Duché
  - 2 décembre : Napoléon III devient empereur des Français
- 1853
  - 18 février : Mariage du prince Henri avec la princesse Amélie de Saxe-Weimar